# Reservas de biósfera en el Perú

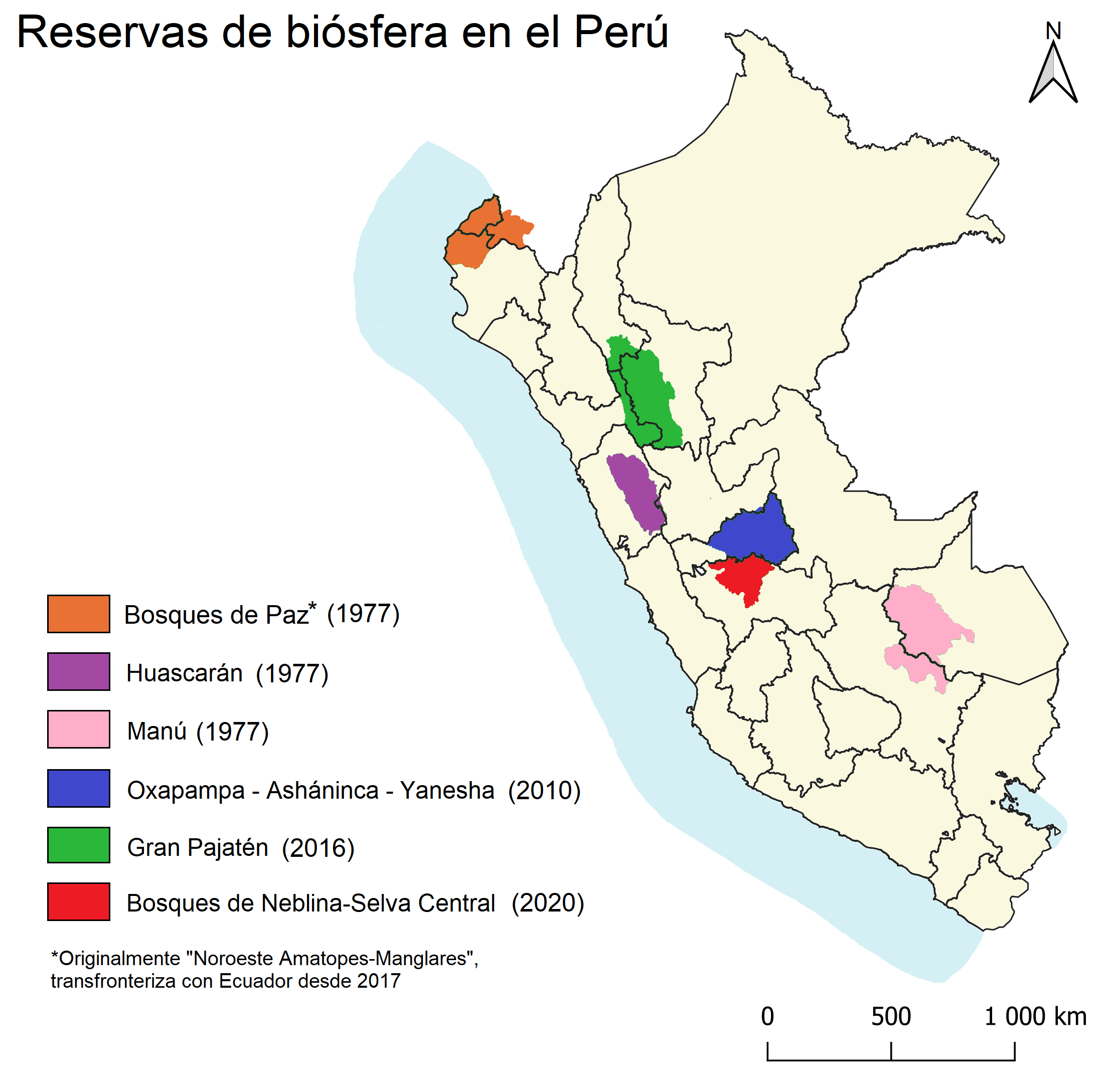
Mapa de las reservas de biósfera en el Perú en 2020

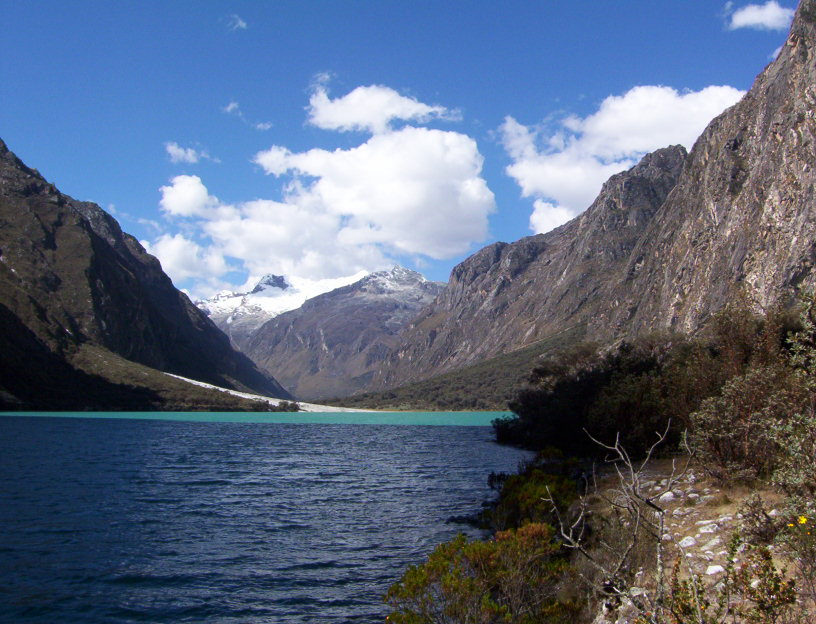
Laguna de Yanganuco en la reserva de biósfera del Huascarán.

Las reservas de biosfera en el Perú son sitios reconocidos por Unesco que innovan y demuéstran la relación que puede alcanzar el ser humano con su naturaleza en el afán de conjugar la conservación y el desarrollo sostenible. Actualmente el Perú cuenta con sitios reconocidas por la Unesco: 8 reservas de biósfera nacionales y una reserva de biosfera transfronteriza, con Ecuador.
En 1977, el Perú logra que la Unesco reconozca 3 áreas como reserva de biósfera que son Huascarán, Manú y Noroeste; posteriormente en el 2010 se proclama reserva de biósfera al área protegida Oxapampa-Ashaninka-Yanesha; en el 2016, Gran Pajatén; en 2020 el Bosques de Neblina-Selva Central; en el 2021 a la biosfera Avireri-Vraem y en el 2023 la biosfera Bicentenario-Ayacucho.
La reserva con Ecuador constituye la primera Reserva de Biosfera Transfronteriza de América del Sur. De las 8 reservas de biósferas del Perú, 3 fueron proclamadas Patrimonio de la Humanidad.
La Red Nacional de Reservas de Biósfera del Perú está conformado por las reservas de biosferas en el Perú.

## Reserva de Biósfera del Perú

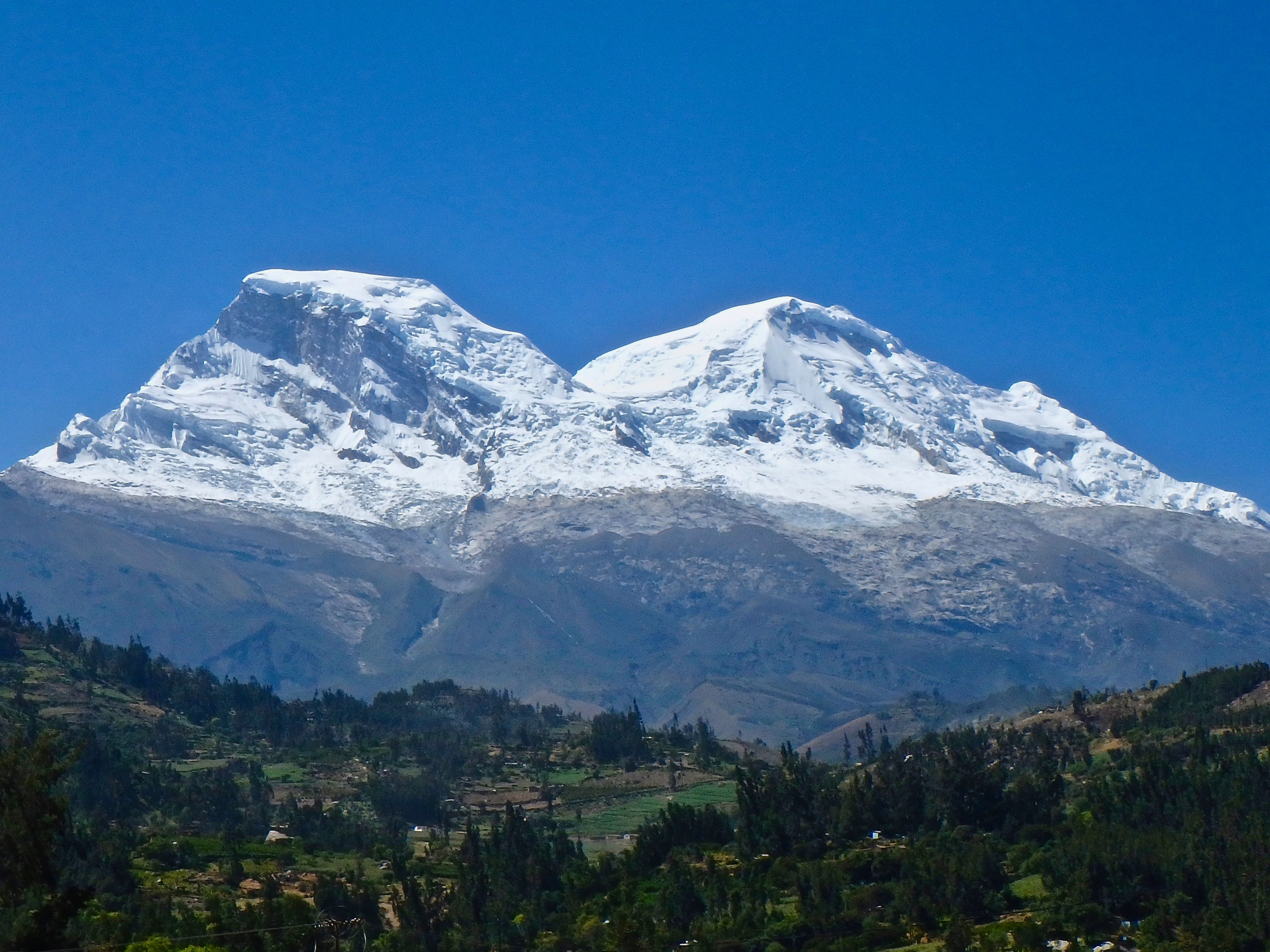
Huascarán

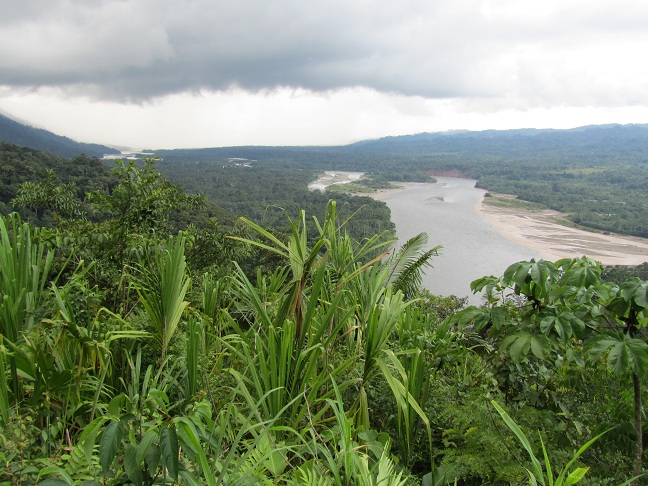
Manu

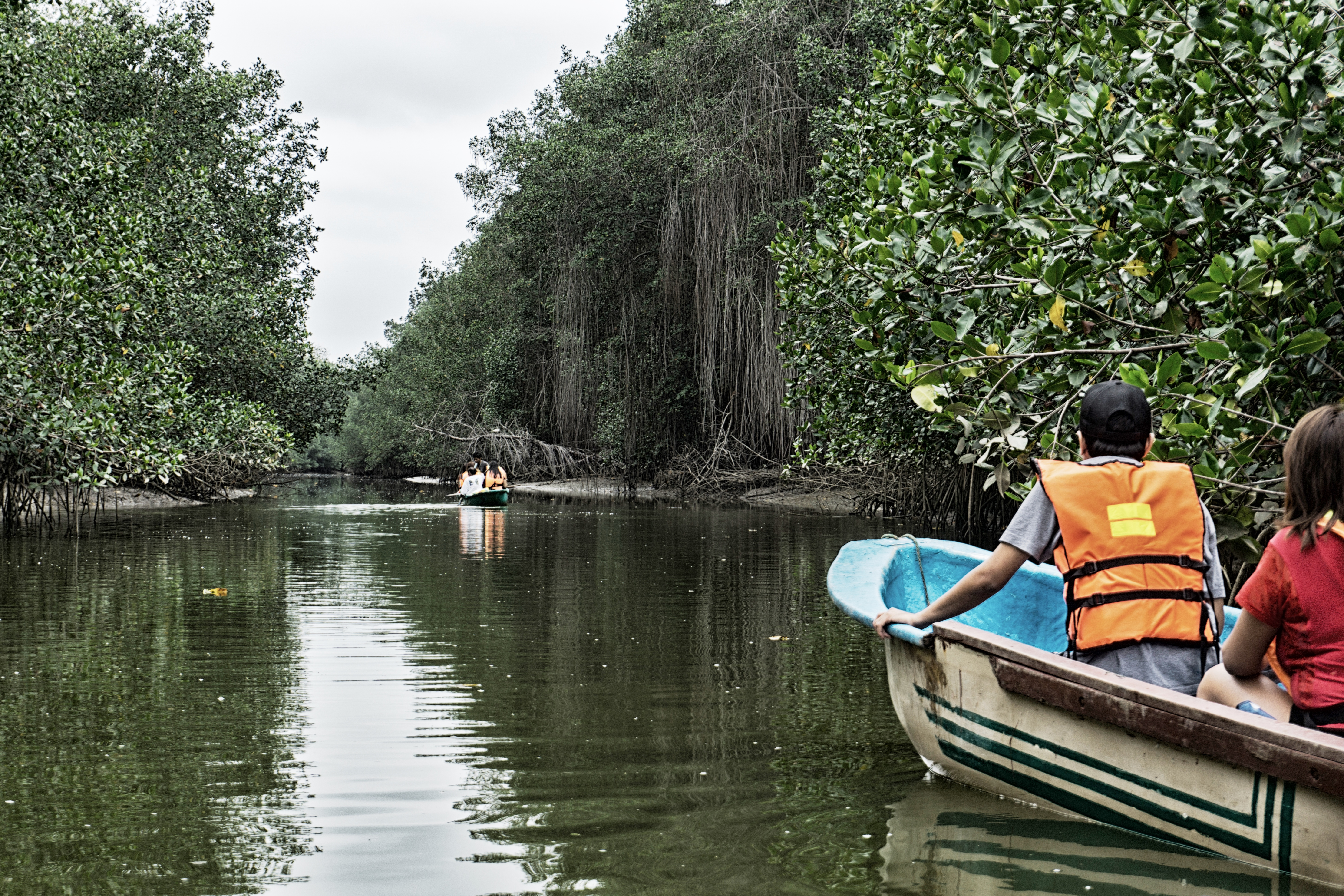
Noroeste Amotapes-Manglares

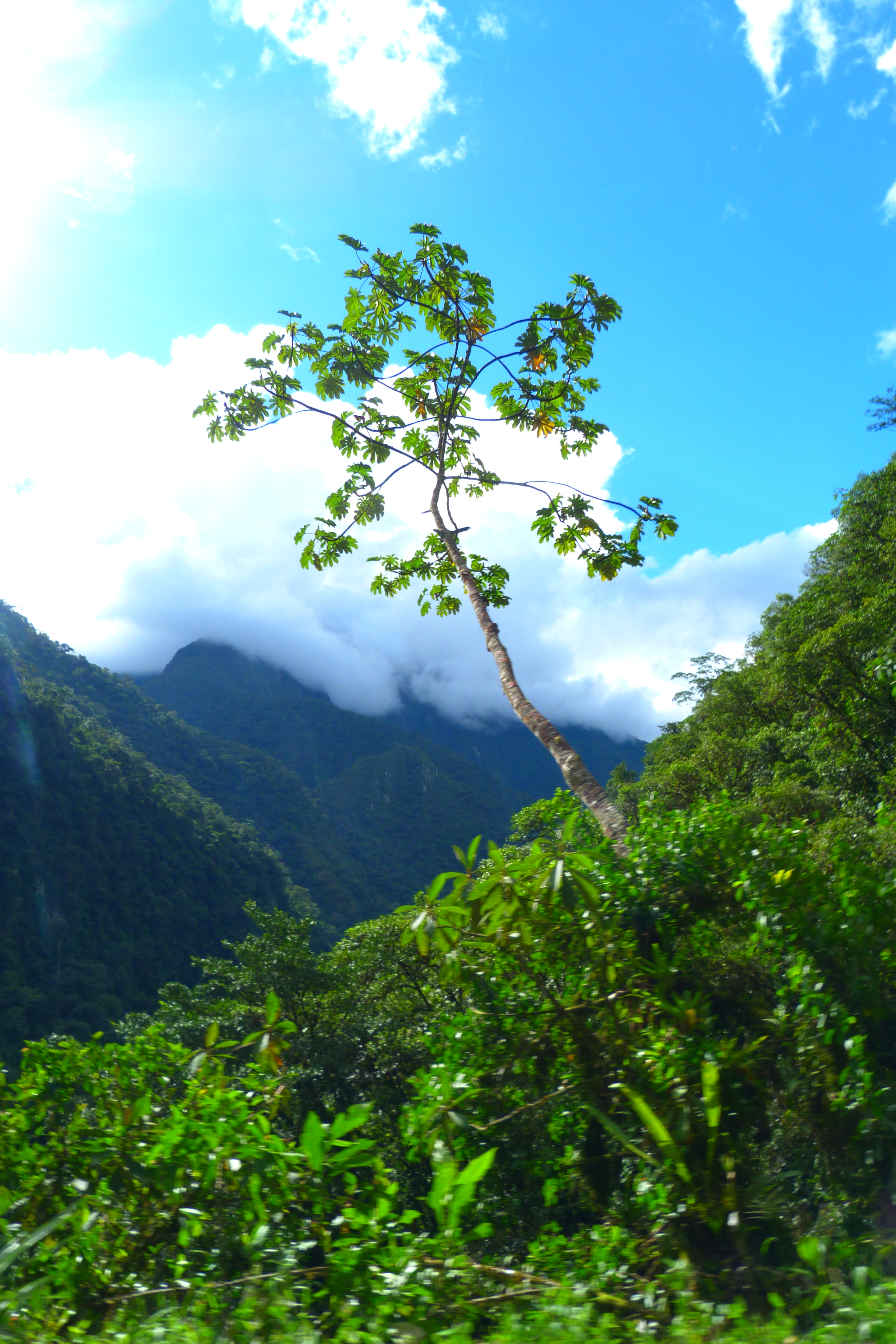
Oxapampa-Ashaninka-Yanesha

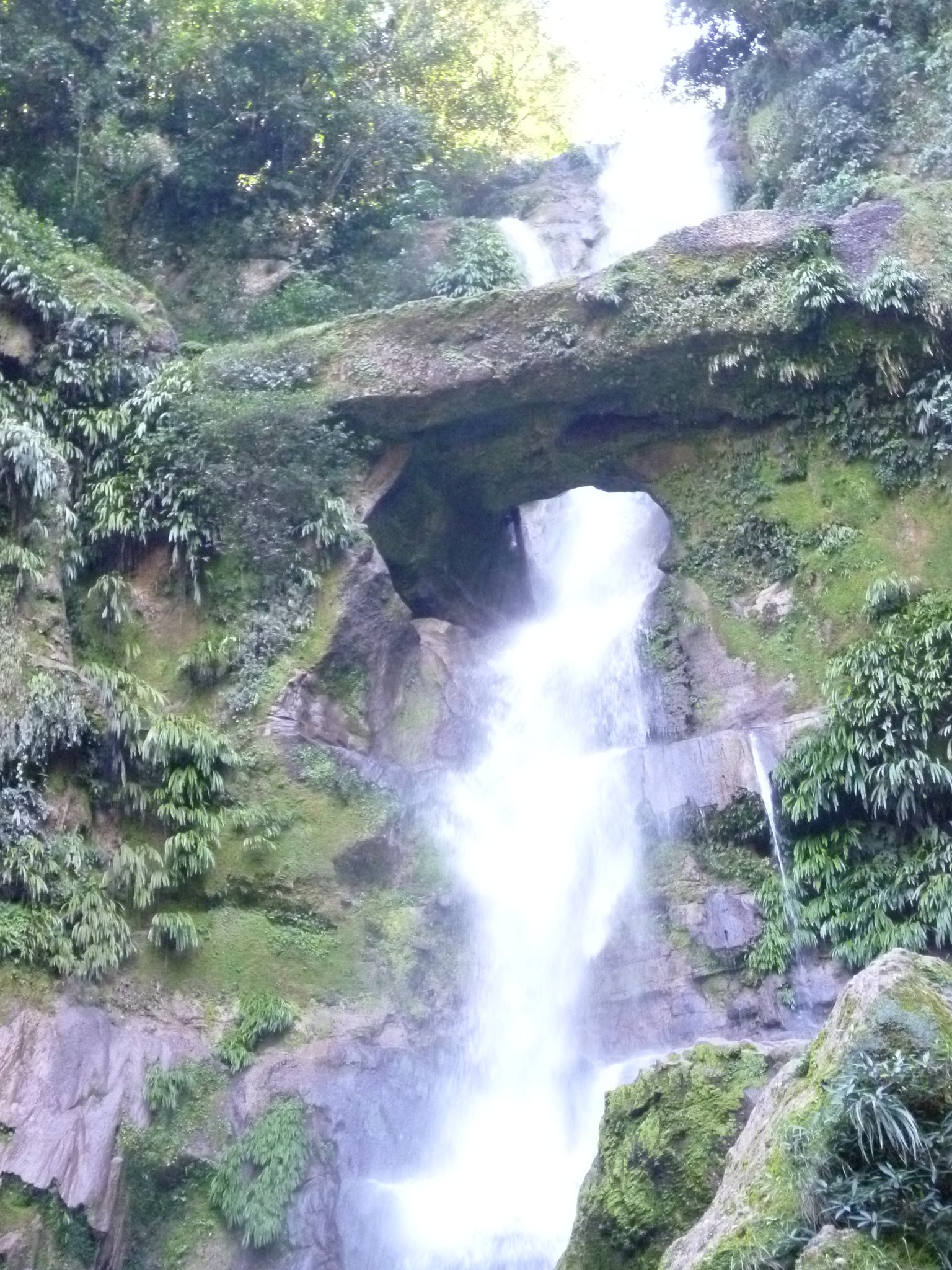
Gran Pajatén

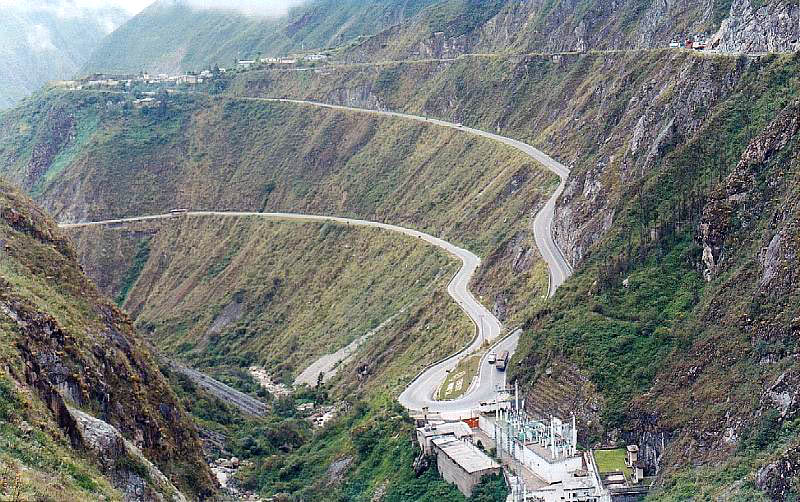
Bosque de Neblinas-Selva Central (Tarma)

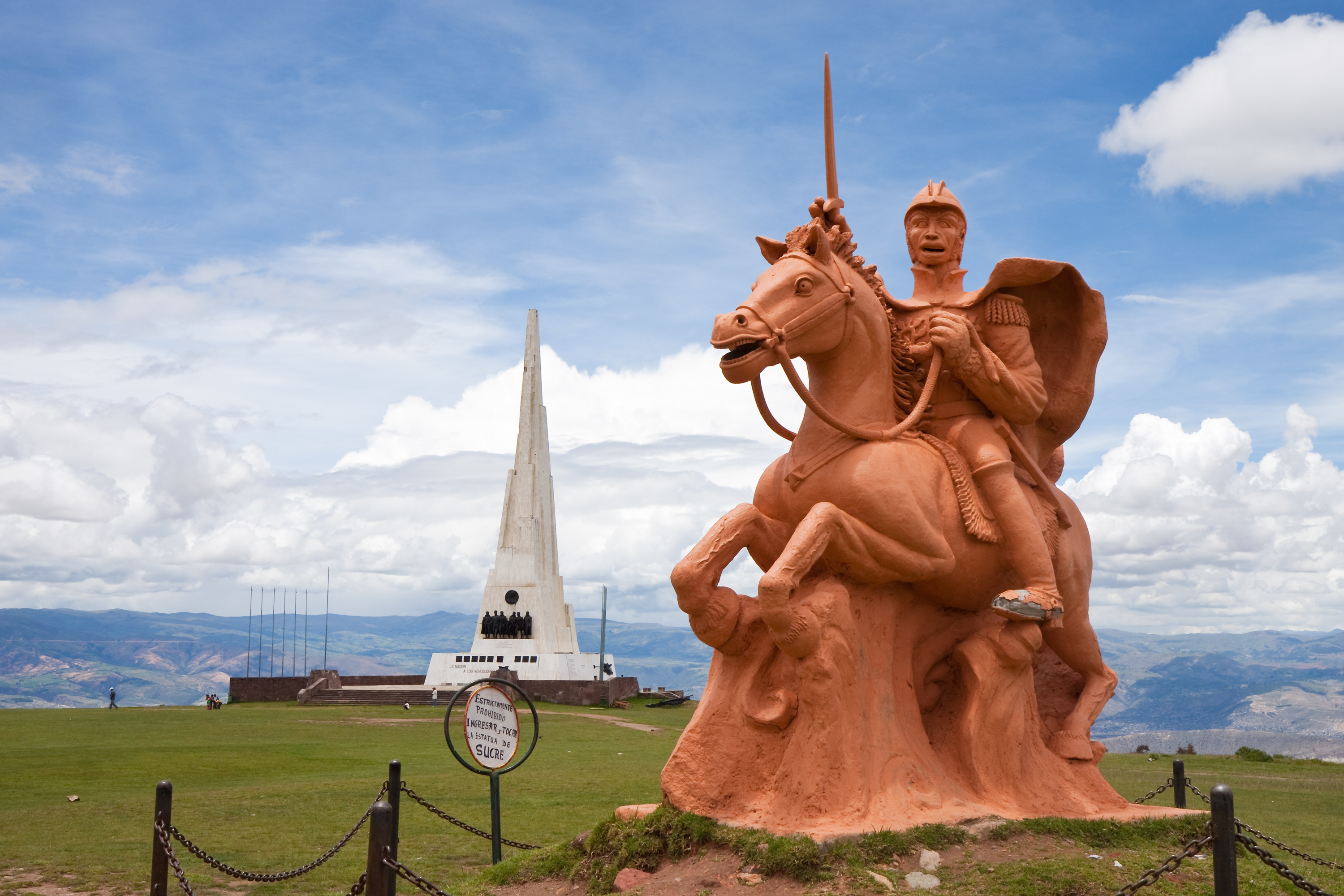
Bicentenario-Ayacucho

### Reserva de Biósfera Huascarán
Conformado por el parque nacional Huascarán, proclamado en 1977 como reserva de biósfera y en 1985 como patrimonio de la Humanidad. Tiene una extensión de 340 000 ha. Está localizado en Ancash.

### Reserva de Biósfera del Manu
Comprendido por el parque nacional del Manú, reconocido como reserva de biósfera en 1977 y proclamado patrimonio de la humanidad en 1987. Tiene una extensión de 15.238 ha. Está ubicado en Cusco y Madre de Dios.

### Reserva de Biósfera del Noroeste Amotapes-Manglares
Esta reserva de biósfera fue reconocida por UNESCO el 1 de marzo de 1977, y comprende el parque nacional Cerros de Amotape, el Coto de Caza El Angolo y antiguo Bosque Nacional de Tumbes, hoy Reserva Nacional de Tumbes; y el Santuario Nacional Manglares de Tumbes. Está ubicado en Tumbes y Piura. Tiene una extensión de 961,414.52 hectáreas. En el 2016, la UNESCO se amplió con la inclusión del Santuario Nacional Los Manglares de Tumbes. Desde 2017 es parte de la Reserva de Biosfera Transfronteriza Bosques de Paz con Ecuador.

### Reserva de Biósfera Oxapampa-Asháninca-Yanesha
La reserva de Biósfera Oxapampa-Asháninca-Yanesha abarca el parque nacional Yanachaga Chemillén, las reservas comunales Yánesha y El Sira, así como el bosque de protección San Matías - San Carlos. Fue reconocida por la UNESCO el 3 de junio de 2010. Está ubicado en Pasco y Junin.

### Reserva de Biósfera Gran Pajatén
Conformado por el parque nacional del Río Abiseo, en 1990 como patrimonio de la Humanidad y proclamado en 2016 como reserva de biósfera. Tiene una extensión de 2´509,698.84 ha. Está localizado en los departamentos de Amazonas, La Libertad y San Martín.

### Reserva de Biosfera Bosques de Neblina-Selva Central
Fue reconocida como tal en octubre de 2020 y se encuentra en la región Junín. Dentro de ella se encuentra el bosque de protección Pui Pui junto al santuario de Pampa Hermosa. Tiene una extensión de más de 812 000 hectáreas y abarca hasta 14 municipios distritales de las provincias de Chanchamayo, Concepción, Jauja, Junín, Tarma y Satipo.

### Reserva de Biosfera Avireri-Vraem
Fue reconocida en el 2021 y se encuentra en los departamentos de Junín y Cusco. Dentro de ella se encuentra el parque nacional Otishi, santuario nacional Megantoni y las reservas comunales Machiguenga y Asháninka. Tiene una extensión de más de 4 millones de hectáreas.

### Reserva de Biosfera Bicentenario-Ayacucho
Se encuentra en el departamento de Ayacucho abarcando 22 distritos de la provincia de Huamanga, Huanta y Vilcas Huamán. Dentro de ella se encuentra las áreas protegidas Santuario Histórico Pampa de Ayacucho y el Área de Conservación Regional Parque Puya Raimondi. Tiene una extensión de 312,900.46 hectáreas. El 14 de junio de 2023 fue reconocida como reserva de biosfera.

## Reserva de biósfera transfronteriza

### Reserva Transfronteriza Bosque de Paz
Está ubicada entre Ecuador y Perú. Está conformada por la Reserva de Biosfera del Bosque Seco y la Reserva de Biosfera del Noroeste Amotapes-Manglares y tiene una extensión de 1´616,988.42 hectáreas. Fue designada en el 2017 y constituye la primera Reserva de Biosfera Transfronteriza de América del Sur.